# Alen Simonyan
Alen Roberti Simonyan (em armênio:Ալեն Ռոբերտի Սիմոնյան; 5 de Janeiro de 1980) é um político armênio. Foi presidente da Armênia de 1 de fevereiro de 2022 a 13 de março do mesmo ano. É presidente da Assembleia Nacional da Armênia desde agosto de 2021.

## Carreira
Simonyan estudou na Faculdade de Direito da Universidade Estadual de Yerevan, graduando-se em 2000. Ele serviria dois anos nas Forças Armadas da Armênia, antes de se tornar Assistente do Presidente do Tribunal de Primeira Instância das Comunidades Ajapnyak e Davitashen. De 2003 a 2004, trabalhou como gerente de recursos humanos no Converse Bank.
De 2006 a 2007, Simonyan trabalhou em uma estação de rádio. Ele então cooperou com TV5 TV Company, Yerkir Media TV Company, "Armenia" TV Company pelos próximos cinco anos, dirigindo e produzindo vários videoclipes musicais e políticos. Em 2012, tornou-se editor-chefe da revista "Ararat" antes de fundar o Ararat Media Group LLC (site araratnews.am e revista "Ararat").
Simonyan foi um dos vários organizadores do protesto civil "Car Free" contra o aumento dos preços do transporte.
Em 30 de maio de 2015, foi eleito membro do conselho do partido do Contrato Civil, tornando-se porta-voz do partido. Ele foi reeleito em 30 de outubro de 2016.
De 2017 a 2018, Simonyan foi membro do Conselho Municipal de Yerevan na composição da Way Out Alliance. A 16 de maio de 2018, foi eleito deputado à Assembleia Nacional pela lista eleitoral nacional da Way Out Alliance. Mais tarde naquele ano, em 9 de dezembro de 2018, foi eleito membro da Assembleia Nacional pela lista eleitoral nacional da My Step Alliance.
Em 15 de janeiro de 2019, foi eleito Vice-Presidente da Assembleia Nacional. Após a renúncia de Armen Sarkissian em 24 de janeiro de 2022, Simonyan foi introduzido ao cargo de Presidente da Armênia.

## Vida Pessoal
Alen é casado com Mariam Margaryan e tem três filhos.